# Leptoneta trabucensis
Leptoneta trabucensis är en spindelart som beskrevs av Simon 1907. Leptoneta trabucensis ingår i släktet Leptoneta och familjen Leptonetidae.
Artens utbredningsområde är Frankrike. Inga underarter finns listade i Catalogue of Life.